# La Fange
La Fange est une nouvelle d’Anton Tchekhov, parue en 1886.

## Historique
La Fange est initialement publiée dans la revue russe Temps nouveaux, numéro 3832, du 29 octobre 1886. Aussi traduit en français sous le titre Le Bourbier, La Vase ou Dans la fange.

## Résumé
Le lieutenant Alexandre Sokolski se rend à la distillerie Rohstein pour y rencontrer Suzanne Rohstein au sujet d’une affaire de dettes. Feu le père de Suzanne doit deux mille trois cents roubles au cousin de Sokolski, Aléxéï Krioukov. Sokolski fait la tournée des débiteurs de Krioukov pour trouver cinq mille roubles. C’est la somme qu’il doit déposer en caution à son régiment pour pouvoir se marier. 
Suzanne le reçoit dans sa chambre et, tout de suite, le dissuade de se marier. Elle est misogyne et lui tient un discours sur les qualités et défauts des Juifs, puis dans un geste de défi, elle prend les traites que Sokolski avait sorties et les met en boules dans son poing. Il veut les reprendre. Un corps à corps s’ensuit. Suzanne a gagné. Elle a eu le lieutenant dans son lit et lui n’a pas eu son argent.
Le lendemain, de retour chez Krioukov, Sokolski est honteux. Il a perdu les traites, n’a pas l’argent et il a trompé sa fiancée. Krioukov laisse éclater sa colère et part chez Suzanne rétablir la situation. Il revient le lendemain sans l’argent et en ayant passé la nuit avec Suzanne.
Les deux hommes rient de leurs mésaventures et, quand Sokolski le quitte pour retourner au régiment, Krioukov lui donne les cinq mille roubles en le priant de partir directement.
Seul en famille, Krioukov est d’humeur bougonne. Le souvenir de la nuit passée chez Suzanne le hante. Une semaine plus tard, n’y tenant plus, il se rend chez Suzanne. Il y a là des connaissances, tous pères de famille, et aussi son cousin Sokolski.

## Extraits
- Krioukov : « Si j’allais chez cette…chez ce démon ? Une fois par mois, il faut bien se ragaillardir un peu… sortir de l’ordinaire… Que ce soit une bonne cuite ou Suzanne. C’est indispensable. »
- Krioukov : « Il y a des lieux qui vous soulèvent le cœur quand vous êtes à jeun, mais vous réjouissent quand vous être ivre, l’alcool rend l’homme bon et le réconcilie avec la vie. »

## Édition française
- La Fange, traduit par Madeleine Durand et Édouard Parayre, révision de Lily Dennis, éditions Gallimard, Bibliothèque de la Pléiade, 1967  (ISBN 978 2 07 0105 49 6).